# Gil Bouley
Gilbert J. Bouley (* 15. November 1921 in Plainfield, Connecticut; † 8. Februar 2006 in Weymouth, Massachusetts) war ein US-amerikanischer American-Football-Spieler. Er spielte als Offensive Tackle und Defensive Tackle in der National Football League (NFL) bei den Cleveland/Los Angeles Rams.

## Spielerlaufbahn

### Collegekarriere
Gil Bouley besuchte in Norwich die High School und studierte nach seinem Schulabschluss von 1941 bis 1943 am Boston College und spielte Football bei deren Footballteam, den „Boston College Eagles“. In den Jahren 1941 und 1942 wurde er aufgrund seiner sportlichen Leistungen zum All-American gewählt. Im Jahr 1943 fungierte er als Mannschaftskapitän. Unmittelbar nach seinem Studium diente er als Leutnant während des Zweiten Weltkriegs in der United States Army Air Forces.

### Profikarriere
Im Jahr 1944 wurde Bouley von den Cleveland Rams in der dritten Runde an 26. Stelle gedraftet. Aufgrund seines Militärdienstes konnte er erst ab 1945 für die Rams auflaufen, die ihm ein Jahresgehalt von 6.000 US-Dollar zahlten. Bouley spielte als Tackle sowohl in der Defense, als auch in der Offense der Mannschaft. Als Spieler der Offensive Line hatte er unter anderem die Aufgabe den eigenen Quarterback Bob Waterfield zu schützen. In seinem Rookiejahr gewann er mit den Rams die NFL-Meisterschaft. Nach neun Siegen in zehn Spielen in der Regular Season war er mit seiner Mannschaft in das NFL-Endspiel eingezogen. Gegner waren die Washington Redskins, die mit 15:14 geschlagen werden konnten. Für den Sieg erhielt Bouley eine Prämie von 1.468 US-Dollar. Im Jahr 1946 zog er mit seinem Team nach Los Angeles um. Nach der Regular Season 1949 konnten die Rams erneut in das NFL-Endspiel einziehen. Dort traf man auf den amtierenden NFL-Meister, die Philadelphia Eagles. Das Team von Trainer Greasy Neale konnte sich mit 14:0 gegen die Rams durchsetzen. Bouley und seine Mitspieler in der Defense der Mannschaft waren nicht in der Lage den Runningback der Eagles, Steve Van Buren zu stoppen. Van Buren lief 31-mal mit dem Ball und erzielte damit einen Raumgewinn von 196 Yards.
Im Jahr 1949 verpflichteten die Rams Norm Van Brocklin und der neue Trainer der Rams Joe Stydahar setzte ihn ab 1950 mit Waterfield im Wechsel als Quarterback ein. Die Rams konnten in der Saison 1950 in die Play-offs einziehen, wo sie zunächst die Chicago Bears mit 24:14 besiegen konnten. Im NFL-Endspiel stand die Mannschaft aus Los Angeles den von Paul Brown gecoachten Cleveland Browns gegenüber, deren Quarterback Otto Graham von der Defense der Rams nicht zu halten war. Graham warf vier Touchdownpässe und die Browns gewannen mit 30:28. Nach dem Spiel beendete Bouley seine Laufbahn und war später als Assistenztrainer bei den Boston College Eagles tätig.

## Ehrungen
Gil Bouley wurde zweimal zum All-Pro gewählt. Er ist Mitglied in der Boston College Varsity Club Athletic Hall of Fame.